# Kunert Fashion

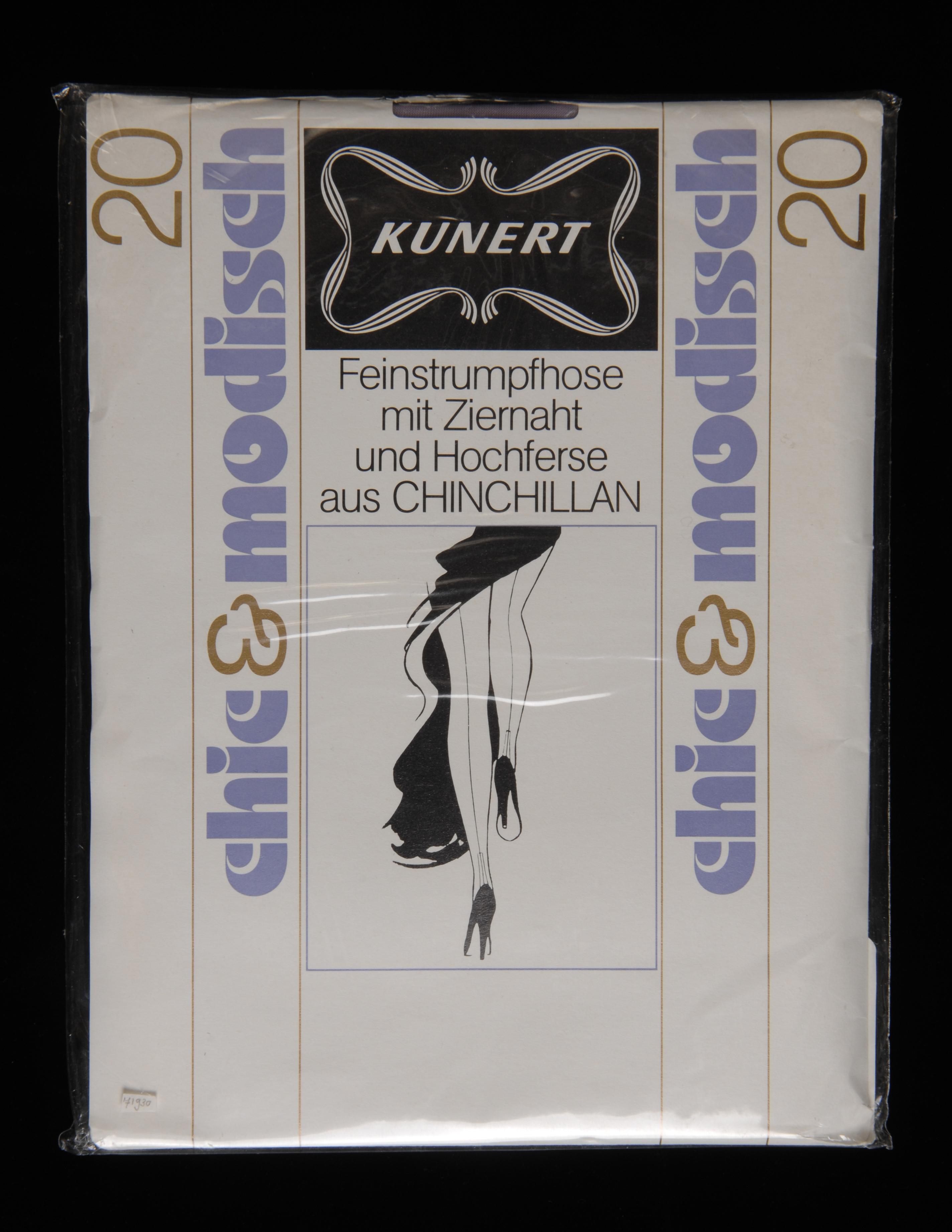
Confezione di collant Kunert, anni '70/'80

Kunert Fashion GmbH è un produttore tedesco di calze e collant con sede a Immenstadt im Allgäu. Possiede i marchi Kunert, Kunert Men e Hudson.

## Storia
Nel 1907 Maria Kunert, nata Worm (1873–1950), registrò una fabbrica di maglieria in via Klostermannova (ex Humboldtova) n. 1342 a Warnsdorf nel Sudetenland, dove produceva calze e maglieria su una macchina per maglieria a mano. Sua figlia Maria (* 1896), formata presso la scuola tecnica statale per maglieria e ricamo a Schönlinde, si specializzò e ampliò questa attività nel 1913 producendo forniture dell'esercito. Il 23 maggio 1924 Jilius Kunert, figlio di Maria, fondò la fabbrica di maglieria J. Kunert & Sons OHG. Con una produzione giornaliera di 100.000 paia di calze, di cui l'85% esportato, e una forza lavoro di circa 5.000 unità, l'azienda divenne il più grande produttore di collant in Europa negli anni 30. Nel 1978 viene rilevato il Gruppo Hudson, in difficoltà finanziarie. Questo aveva quattro stabilimenti nazionali e un impianto di produzione ciascuno in Grecia e in Italia.
Il 1º gennaio 1988 l'azienda di famiglia è stata trasformata in società per azioni Kunert AG.
Nel settembre 2013, nell'ambito di una ristrutturazione, Grosso Holding dell'austriaco Erhard Grossnigg ha rilevato la maggioranza della neonata Kunert Fashion GmbH. 
Werner Töpfl è l'unico amministratore delegato di Kunert dal febbraio 2021.